# Frances Reid
Frances Reid (Wichita Falls (Texas), 9 december 1914 - 3 februari 2010) was een Amerikaanse actrice.
Ze werd geboren in Wichita Falls, Texas en groeide op in Berkeley, Californië. Haar acteercarrière startte in 1938 met een kleine rol in de film Man-Proof. In 1954 kreeg ze de titelrol in de soapserie Portia Faces Life. Toen de show geannuleerd werd speelde ze kleine rollen in nachtelijke televisieprogramma's tot ze een driejarig contract kreeg bij soapserie As the World Turns, waar ze Grace Baker speelde van 1959 tot 1962. Daarna ging ze verder naar de soap The Edge of Night tot ze de rol aangeboden kreeg van vrouwelijk gezinshoofd Alice Horton in Days of Our Lives, dat in november 1965 van start ging en nog steeds loopt. Toen John Clarke in 2004 op pensioen ging, was zij de enige overblijver van de originele bezetting van de serie.
Zelfs een moord kon haar niet van de serie weghouden: haar personage werd in 2004 vermoord in de serie, maar de schrijvers vertelden haar dat ze terug zou komen om te leven op een tropisch eiland. Reid kreeg een Lifetime Achievement Award in 2004. In haar 40-jarige rol van Alice Horton had ze nog nooit een Emmy gewonnen.
Haar rol in Days werd de laatste jaren wel beperkter door haar hogere leeftijd en het feit dat ze een kleine beroerte had. Maar Reid bleef tot aan haar dood een belangrijke rol spelen en was gemiddeld 4 keer per maand te zien.
Reid trouwde in 1936 met acteur Philip Bourneuf en bleef met hem getrouwd tot hij stierf in 1979.
Reid is tevens bekend van een kleine rol in de film The Andromeda Strain uit 1971.
- International Standard Name Identifier: 0000 0000 4822 3300
- Library of Congress Control Number: no2004097623
- Nationale Bibliotheek van Israël: 987009445068805171
- Virtual International Authority File: 16942472
- WorldCat: E39PBJtcDtDMJgyckKq4JpHXBP